# Stigmata
Stigmata és una pel·lícula estatunidenca dirigida per Rupert Wainwright, estrenada el 1999. Ha estat doblada al català. El film és basat en l'Evangeli de Tomàs, evangeli no canònic. La reacció de l'Església a aquest film va ser molt negativa, va ser denunciat al mateix temps que el El codi Da Vinci.

## Argument
Frankie Paige, una jove sense història, que no creu en Déu, és copejada pels estigmatitzats de Jesucrist. El pare Andrew Kiernan, un sacerdot científic, li dona suport malgrat les reticències del Vaticà, que coneix el secret de Frankie: està posseïda per un sacerdot mort poc abans i que volia que ella donės a conèixer al món el seu descobriment; Jesús no desitjava una Església! Mentre que els seus estigmes s'agreugen, Frankie haurà d'afrontar, amb Andrew, la por i la veritat.

## Repartiment
- Patricia Arquette: Frankie Paige
- Gabriel Byrne: Pare Andrew Kiernan
- Jonathan Pryce: Cardenal Daniel Houseman
- Nia Long: Donna Chadway
- Thomas Kopache: Pare Durning
- Rade Sherbedgia: Marion Petrocelli
- Enrico Colantoni: Pare Dario
- Dick Latessa: Pare Gianni Delmonico
- Portia de Rossi: Jennifer Kelliho
- Patrick Muldoon: Steven
- Ann Cusack: Dr. Reston
- Duke Moosekian: Dr. Eckworth

## Crítica
- Una versió MTV i dels noranta de 'L'exorcista'"[3]
- "Possiblement, la pel·lícula més divertida que mai s'hagi fet sobre el catolicisme. Confon el fenomen dels estigmes amb la possessió satànica"[4]
- "Hauria d'existir un lloc a l'infern pels barroers que venen amb unes típiques escombraries de terror i pretenen estar fent una important obra d'investigació sobre la corrupció vaticana"[5]